# Min musik
Min musik är ett studioalbum av Jan Hammarlund, utgivet 1990 på skivbolaget Eagle (skivnummer ELP 019, ECD 019).

## Låtlista
A
1. "En stad på vattnet" – 4:20
2. "Vår kärlek är här för att stanna kvar" – 3:33
3. "Midnatt i Sverige" – 3:55
4. "Vind och vatten" – 5:10
5. "Han är långsam" – 3:32

B
1. "Bygga en dröm" – 4:15
2. "Klockorna" – 4:37
3. "Utan att slåss" – 5:30
4. "Folk tror att vi är kära" – 2:00
5. "Värmen i mig" – 4:35

## Medverkande
- Bill Öhrström – congas
- Björn Hellström – basklarinett
- Christian Veltman – bas
- Henrik Wahlgren – oboe
- Jan Hammarlund – sång, gitarr
- Lasse Englund – gitarr, harpgitarr, dobro
- Malando Gassama – congas, percussion
- Maria Wigren – sång
- Maritza Horn – sång
- Olle Westbergh – piano
- Per Johansson – kontrabas
- Teddy Walter – kontrabas
- Ulf Lindén – altsax
- Veneta Zaharieva – violin

### Fotnoter
1. ↑  ”Min musik”. Progg.se. Arkiverad från originalet den 22 augusti 2010. https://web.archive.org/web/20100822170938/http://www.progg.se/band.asp?ID=17&skiva=18. Läst 1 september 2012.